# Hanaboy
Hanaboy（ハナボーイ）は日本のスリーピースバンドである。2003年1月結成。インディーズレーベルHILLS RECORDSよりアルバム2枚、シングル1枚をリリース。2007年6月に日本クラウンよりミニアルバム「Your Summer」をリリースし、メジャーデビュー。最新作は2007年10月にリリースされたミニアルバム「THE SOUTH POLE」。2014年10月にNesno 10th Anniversary Balance Musicにも参加。ノスタルジックで暖かみのあるメロディが特徴。

## メンバー
- Miwako（ボーカル･ピアノ）

### 元メンバー
- MACOTO（ベース） - 2007年10月18日脱退
- Kentarou（ドラム） - 2008年05月15日脱退

## ディスコグラフィー

### シングル
- キミに会える季節（2006年6月21日）
  1. キミに会える季節
  2. Carpe Diem
  3. すかんぽの咲く頃

- I'll be there（2014年10月1日）Nesno 10th Anniversary Balance Music収録曲
- うるおう心（2014年10月1日）Nesno 10th Anniversary Balance Music収録曲

### ミニアルバム
- Hanaboy
  1. 3PEACE
  2. Hanaday
  3. 久遠
- into the Light
  1. コモレビ
  2. Sunrise
  3. Blanket
  4. Winner
  5. 黄昏

- Your Summer（2007年6月20日　メジャーデビューCD）
  1. 青い夏
  2. The Brand New Morning
  3. 約束
  4. STORY
  5. 赤い糸
  6. SUNSET
- THE SOUTH POLE（2007年10月10日）
  1. 会いたい夜は雨
  2. PENGUIN
  3. AURORA
  4. THE SOUTH POLE STAR
  5. キミといたキセツにウソはなかった
  6. △～TRIANGLE～

### アルバム
- FLOWERS（2005年9月7日）
  1. Hanaday
  2. Sunrise
  3. さすらえ
  4. コモレビ
  5. Blanket
  6. 輝く石になる
  7. ひこうき雲にのって
  8. WINNER
  9. 黄昏
- Beausicle（2006年10月18日）
  1. 風
  2. 咲いた
  3. 赤い傘
  4. THE BRAND NEW MORNING
  5. キミに会える季節
  6. 遠くはなれても
  7. ハレルヤ
  8. STAND UP
  9. 僕だけの未来へ
  10. 多音
  11. かがり火